# Bretaň
Bretaň (francouzsky Bretagne, bretonsky Breizh, v jazyce gallo Bertaèyn) je historické území a jeden z 13 metropolitních francouzských regionů na Bretaňském poloostrově v severozápadní Francii. Dnešní rozloha činí 27 208 km² a má 3,1 milionu obyvatel (2008). Je rozčleněn na 4 departementy: Côtes-d'Armor, Finistère, Ille-et-Vilaine a Morbihan. Hlavní a největší město regionu je Rennes. Historickou součástí Bretaně bylo město Nantes s přilehlým územím.
Starověkými Římany byla země zvaná Aremorica a byla součástí Keltské Galie. Na sklonku starověku Bretaň osídlili migranti z Británie, rovněž keltského původu, a podle nich získala nové jméno. Země si během středověku uchovala relativní samostatnost, krátce zde existovalo království a poté bretaňské vévodství. Teprve v 16. století bylo vévodství připojeno k francouzskému království jako jedna z jeho provincií. Za francouzské revoluce byla provincie nahrazena pěti departementy. Ve 20. století byl spojením čtyř z nich vytvořen region Bretagne, pátý z nich, Loire-Atlantique s hlavní městem Nantes, byl připojen k sousednímu regionu Pays de la Loire. Toto připojení a případné „znovusjednocení Bretaně“ zůstává spornou politickou otázkou.
Pro Bretaň je charakteristické úzké spojení s mořem (historické přístavy Brest, Saint-Malo), drsnější příoceánské podnebí, příslušnost Bretonců ke keltským národům: např. většina místních názvů pochází z bretonštiny nebo megalitické stavby: menhiry (Carnac), dolmeny – obě tato slova také pocházejí z bretonštiny. Ke specialitám bretaňské kuchyně patří palačinka crêpe nebo bretaňský cidre.

## Původ názvu
Název Bretagne (anglicky Brittany) znamená „Británie“ a pro odlišení původní ostrovní země je tato nazývána Velká Británie (francouzsky Grande Bretagne). Jméno pochází z názvu římské provincie Britannia. Název zřejmě keltského původu pro ostrovy na severozápadě Evropy poprvé zaznamenal cestovatel Pýtheás z Massalie na konci 4. století př. n. l. a v řečtině byl zapsán v podobě Prettaniké, Brettaniai apod. Migrace obyvatel Británie – Britů během stěhování národů do dnešní Bretaně, tehdejší Armoriky, provázela i přenesení jména vlasti těchto obyvatel na nové území. 
Politický význam názvu bývalé římské provincie se vytratil v období raného středověku, kdy bylo její území rozdrobeno na menší království a pak sjednoceno jako anglické království. Tedy spíše geografický název byl pro rozlišení doplněn o přívlastek na „Velká Británie“. Naopak nová Britannia Minor, „Malá Británie“, nebo také Britannia Cismarina, „Zámořská Británie“ si pod názvem Britannia a jeho jazykovými variantami ve středověku uchovávala jednotu a jistou nezávislost.
Bretonský název Bretaně Breizh je kombinací dvou pravopisů Breiz a Breih, které odpovídají dvěma výslovnostem [brejs] a [brech] dvou dialektů bretonštiny. Oilský jazyk Gallo nemá jednotný pravopis a existují varianty Bertègn, Bertaèyn a B·rtingn.

## Historie

### Pravěk

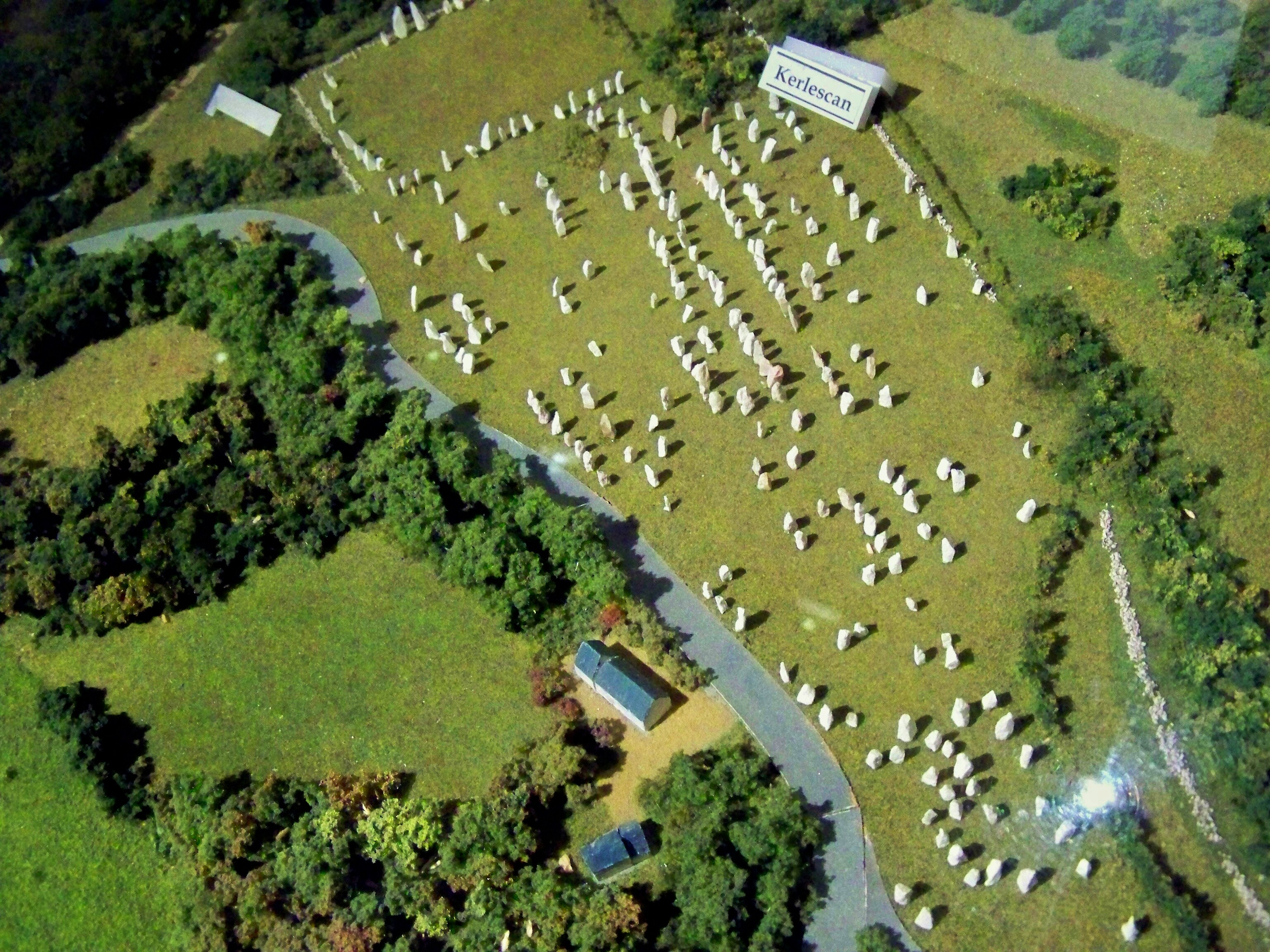
Megalitické řady v Carnacu

Přítomnost Homo erectus v Bretani byla potvrzena nálezy nástrojů (sekáčky a sekyrky) v oblasti Quimperu, Tréguennecu a L´Hôpital-Camfroutu. Pozůstatky osídlení Homo neanderthalensis ze středního paleolitu lze nalézt u Bréhatu, na ostrově Jersey a u Mont-Dolu. Sídliště u Amon-ar-Rossu, Kerlouanu a Beg-ar-C´hastelu patřily Homo sapiens.
V lese u Le Méneku je paleolitická hrobka cairn de Kerkado. Postavena byla roku 4700 př. n. l. Jde o nejstarší dochovanou stavbu v Evropě.
V období mezolitu se obyvatelé Bretaně živili sběrem korýšů a mušlí a chovem koz (nálezy v oblasti Téviac). V Téviacu byly nalezeny hroby s bohatou výbavou.
Z období neolitu se zachovaly v okolí Carnacu kamenné řady dolmenů a menhirů. Největší seskupení se nachází u vesnice Le Ménec. Jde o světový unikát.

### Římské období a stěhování národů
Bretaň patřila pod jménem Armorica do římské provincie Gallia Lugdunensis.
Během stěhování národů čelila bývalá římská provincie Británie od východu invazi zejména germánských kmenů (Jutové, Anglové a Sasové), kteří vytlačovali původní keltské Brity směrem na západ. Část obyvatelstva pod tímto tlakem migrovala přes moře směrem na jih, zejména do nejbližší oblasti západní Armoriky. Tito obyvatelé – Bretonci – tak přenesli název své země do nové domoviny, „Malé Británie“.

### Středověk

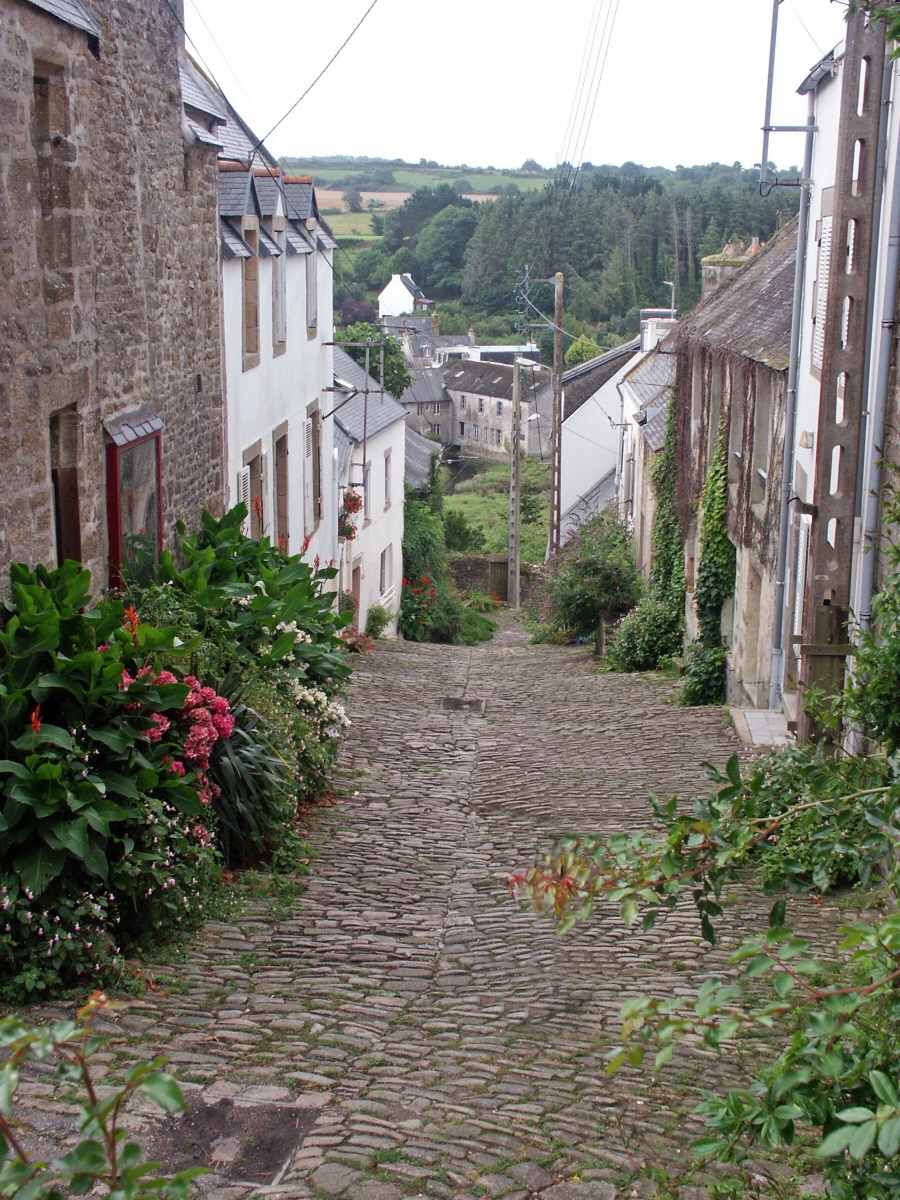
Ulička v Pont-Croix

Přestože bylo království Armorika v roce 497 dobyto Chlodvíkem, jím založená franská říše si nedokázala Bretaň trvale podmanit. Na jejím východě proto byla zřízena franská Bretonská marka jako nárazníkové území. Jedním z markrabích této marky byl rytíř Roland, hrdina Písně o Rolandovi. Od 9. století byla Bretaň, stejně jako sousední Normandie, cílem normanských (vikinských) nájezdů. V té době zároveň došlo k vzestupu moci Bretaně, podmanění území Bretonské marky a v polovině století se dokonce Erispoë dal korunovat a vzniklo tak bretaňské království, které zaniklo smrtí Alana I. Bretaňského roku 907.
V roce 936 se Alan II. Bretaňský, vnuk Alana I., stal prvním vévodou bretaňského vévodství. Roku 1166 připadlo vévodství sňatkem Anglii, roku 1213 kapetovským hrabatům z Dreux. V roce 1379 získali vládu Montfortové, dědička Bretaně Anna z Montfortu nucena po vpádu francouzských vojsk zrušit sňatek z roku 1490 s Maxmiliánem I. Habsburským; její sňatky s Karlem VIII. (1491), s Ludvíkem XII. (1499) a sňatek dcery Claudie s francouzským králem Františkem I. roku 1514 fakticky připojily Bretaň k Francii. V roce 1532 byla vyhlášena trvalá unie Bretaně a francouzské koruny. 

### Novověk
Po Velké francouzské revoluci byla Bretaň rozdělena do pěti departementů, ke kterým patřil i Loire-Inférieure s hlavním městem Nantes, které se na sklonku vévodství stalo jeho hlavním městem. V době Revoluce patřila Bretaň k oblastem kontrarevolučního odporu, byla součástí povstání šuanů a Nantes pak opěrným bodem republikánů proti roajalistickému povstání v sousedním Vendée.
Jihovýchodní část Bretaně Loire-Inférieure („Dolní Loira“) byla oddělena francouzskou vládou mezi lety 1941-46 a znovu v roce 1956, částečně kvůli rivalitě Nantes a Rennes a pro každé z obou měst tak byl vytvořen samostatný region – Rennes se stalo novým hlavním městem regionu Bretagne, Nantes se stalo hlavním městem nového regionu Pays de la Loire. Teprve po oddělení byl departement přejmenován na Loire-Atlantique. V roce 1980 bylo založeno hnutí Bretagne Réunie, které usiluje o znovupřičlenění Nantes a departementu Loire-Atlantique k regionu Bretaň.

## Symboly Bretaně
- bretaňská vlajka zvaná Gwenn ha du
- národní hymna: Bro gozh ma zadoù (Zem mých otců)
- devíza bretaňských knížat : Kentoc'h mervel eget bezañ saotret v bretonštině nebo Potius mori quam fœdari v latině, česky Raději smrt než hanbu
- národní svátek: 19. květen, den svatého Iva Bretaňského
- hranostaj
- vyznamenání Ordre de l'Hermine (Řád hranostaje)

## Geografie
Geologicky nejstarší území Francie (tvrdé pískovce, granity, přeměněné horniny), skalnaté pobřeží.

### Ostrovy
- Arz • Batz • Belle-Île • Bréhat • Glénan • Groix • Hoëdic • Houat • Île-aux-Moines • Keller • Molène • Ouessant • Sein • Sept Îles • Île Tristan

### Klima
Mírně teplé podnebí oceánského charakteru se silnými západními větry. Charakteristické jsou mírné zimy a relativně chladná léta.

### Demografie
Národnostní složení obyvatelstva (údaje z roku 2004)

|                 | Celkem  | Francouzi | Cizinci  | Cizinci | Cizinci | Cizinci    | Cizinci  | Cizinci  | Cizinci |
| Cizinci celkem  | Celkem  | Francouzi | Alžířané | Španělé | Italové | Portugalci | Maročané | Tunisané |         |
| --------------- | ------- | --------- | -------- | ------- | ------- | ---------- | -------- | -------- | ------- |
| Côtes-d'Armor   | 631700  | 615800    | 15900    | 1800    | 100     | 100        | 2300     | 1700     | 0       |
| Finistère       | 996300  | 966600    | 29700    | 1700    | 600     | 400        | 1600     | 3000     | 400     |
| Ille-et-Vilaine | 1207200 | 1163000   | 44200    | 1900    | 400     | 1200       | 700      | 7800     | 700     |
| Morbihan        | 803600  | 776500    | 27100    | 1300    | 300     | 100        | 1100     | 2700     | 300     |
| Bretaň          | 3638800 | 3521900   | 116900   | 6700    | 1400    | 1800       | 5700     | 15200    | 1400    |

### Jazyk

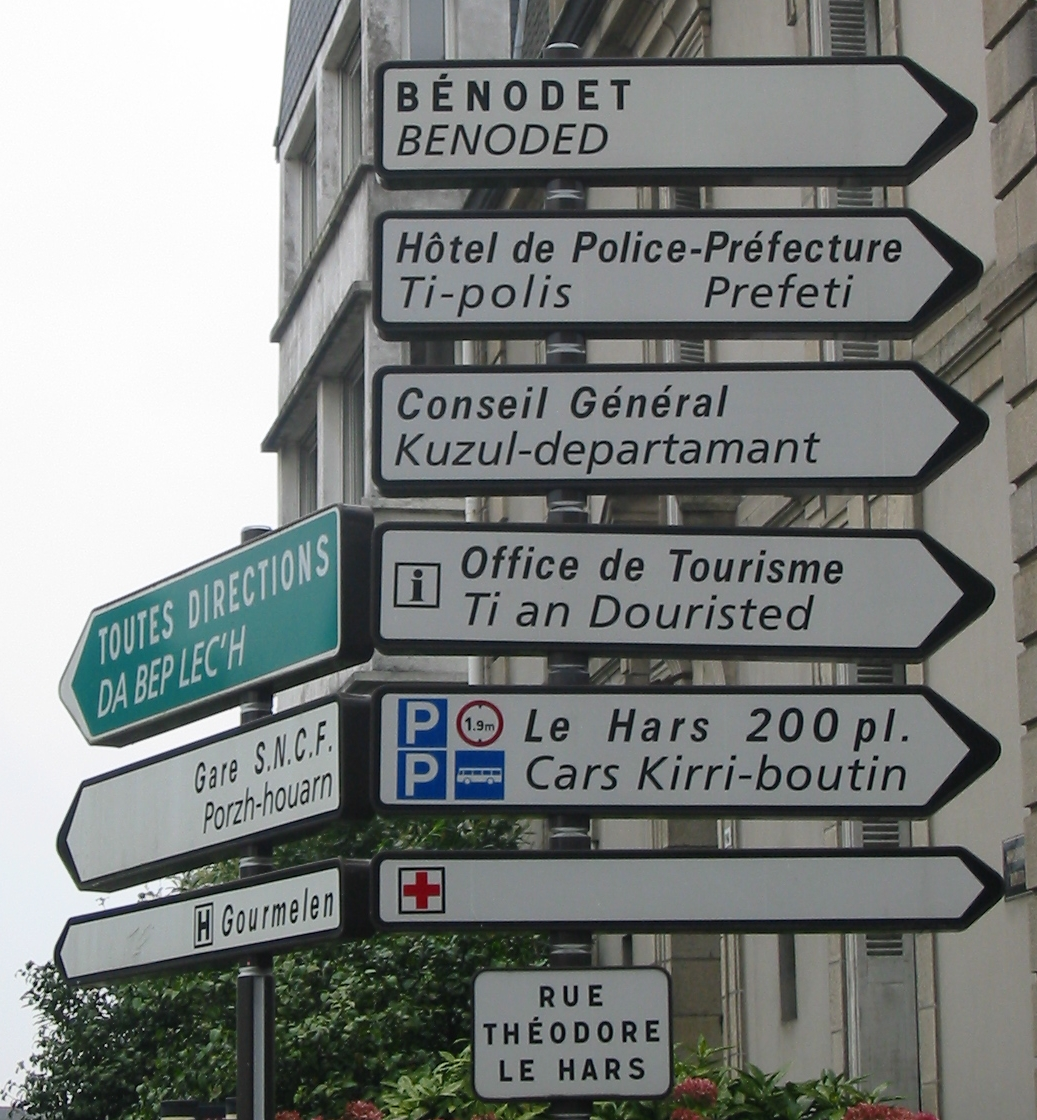
Dvojjazyčné ukazatele ve městě Quimper (francouzština je nahoře)

V regionu (zejména v západní části země) se ještě mluví místním keltským jazykem - bretonštinou (blízká kornštině).
V poslední době narůstají snahy o oživení místního tradičního románského jazyka gallo (jímž mluví asi 28 000 mluvčích).
Současná francouzská administrativa umožňuje užívání místních jazyků v určitých regionech a obcích, na silničních značkách a jménech měst a obcí současně s francouzskou verzí. Jazyky se také vyučují na školách a mnoho folklórních sdružení se snaží o jejich oživení a posílení.

### Náboženství
Bretaň má dlouho tradici keltské a šamanské kultury.
Bretaň byla v dějinách tradiční baštou katolické církve, návštěvnost bohoslužeb zde bývala tradičně vyšší než byl národní průměr. Vliv církve v posledních letech klesá.

### Osídlení

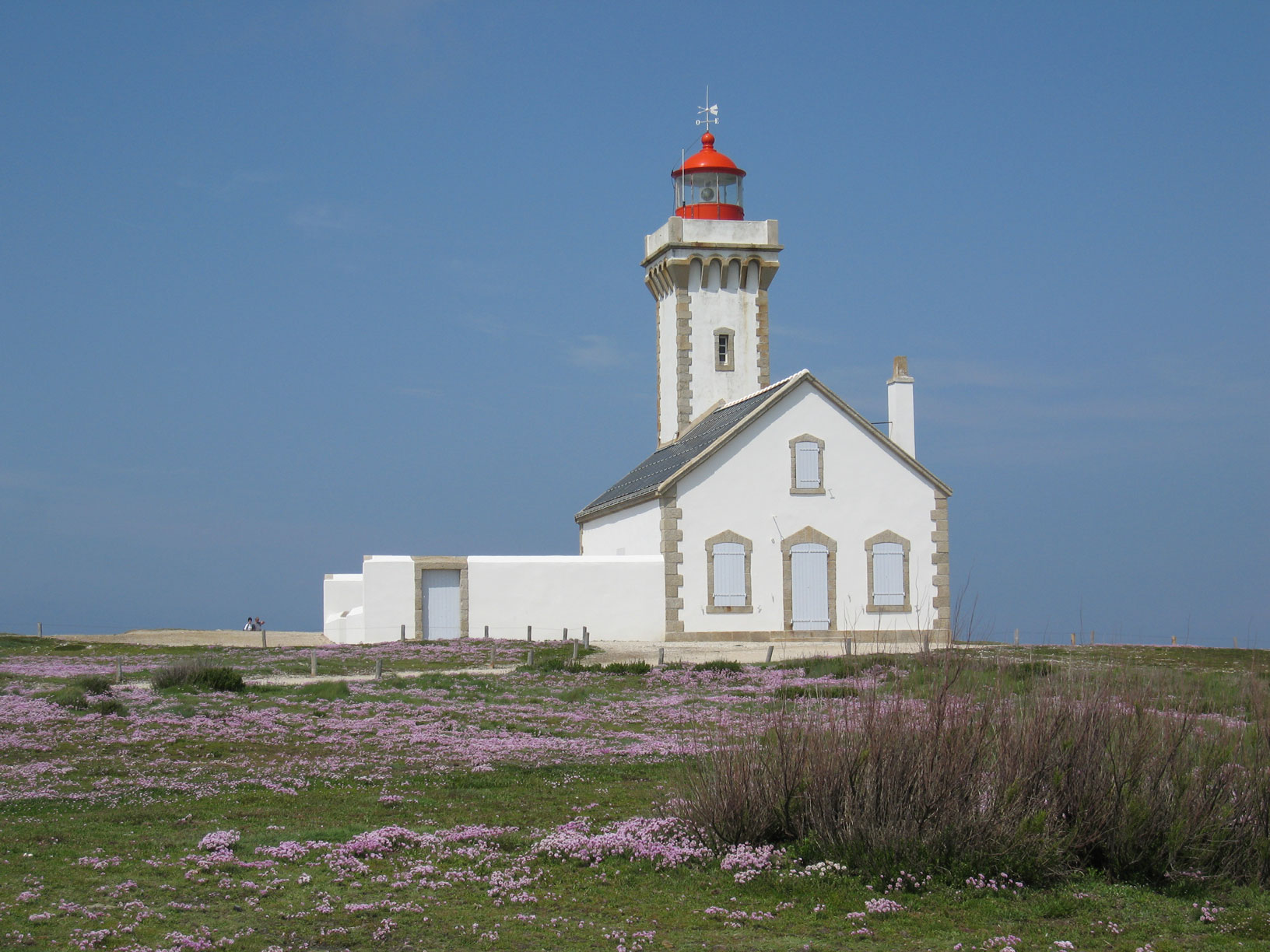
Maják des Poulains

Tradiční venkovské osídlení, obyvatelstvo keltského původu. Charakteristické uspořádání pozemků typu bocage (geometricky vyměřené pole, louky obklopené náspy se stromy a keři). Mořské lázně (Saint-Malo, Morlaix, Roscoff, Douarnenez), města a přístavy (Brest, Rennes).